# Liste des clochers-murs du Calvados
Cet article recense les édifices religieux du Calvados, en France, munis d'un clocher-mur.

## Liste
| Édifice                           | Commune              | Notes                                      | Coordonnées                        | Photo |
| --------------------------------- | -------------------- | ------------------------------------------ | ---------------------------------- | ----- |
| Église Saint-Pierre               | Anisy                | Inscrit MH (1927)                          | 49° 15′ 12″ nord, 0° 23′ 29″ ouest |       |
| Église Notre-Dame                 | Auberville           |                                            | 49° 18′ 46″ nord, 0° 01′ 55″ ouest |       |
| Église Notre-Dame                 | La Caine             |                                            | 49° 02′ 03″ nord, 0° 31′ 13″ ouest |       |
| Église Saint-Pierre               | Espins               |                                            | 49° 00′ 03″ nord, 0° 24′ 53″ ouest |       |
| Église Saint-Laurent              | Falaise              | Inscrit MH (1927)                          | 48° 54′ 09″ nord, 0° 11′ 40″ ouest |       |
| Église Saint-Martin               | Feuguerolles-Bully   | Inscrit MH (1933)                          | 49° 05′ 53″ nord, 0° 24′ 37″ ouest |       |
| Église Saint-Martin               | Le Fresne-Camilly    | Classé MH (1918)                           | 49° 15′ 31″ nord, 0° 30′ 33″ ouest |       |
| Église Saint-Aubin                | Gavrus               |                                            | 49° 07′ 03″ nord, 0° 30′ 45″ ouest |       |
| Église Saint-Malo                 | Grandcamp-Maisy      | Inscrit MH (1959)                          | 49° 22′ 22″ nord, 1° 01′ 37″ ouest |       |
| Église de la Sainte-Trinité       | Lantheuil            | Inscrit MH (2001)                          | 49° 16′ 23″ nord, 0° 30′ 14″ ouest |       |
| Église Notre-Dame-de-l'Assomption | Mathieu              | Inscrit MH (2006)                          | 49° 15′ 15″ nord, 0° 22′ 10″ ouest |       |
| Église Saint-Ouen                 | Périers-sur-le-Dan   | Classé MH (1914) ; partiellement en ruines | 49° 15′ 17″ nord, 0° 19′ 48″ ouest |       |
| Chapelle Saint-Orthaire           | Saint-André-sur-Orne | Inscrit MH (1927)                          | 49° 08′ 07″ nord, 0° 23′ 58″ ouest |       |
| Église Saint-Sulpice              | Saint-Vigor-le-Grand | Inscrit MH (2005)                          | 49° 17′ 42″ nord, 0° 40′ 05″ ouest |       |
| Église Saint-Martin               | Subles               |                                            | 49° 14′ 25″ nord, 0° 45′ 07″ ouest |       |
| Église de la Sainte-Trinité       | Tourville-sur-Odon   |                                            | 49° 08′ 28″ nord, 0° 30′ 08″ ouest |       |
| Église Saint-Gervais              | Vicques              |                                            | 48° 57′ 35″ nord, 0° 04′ 44″ ouest |       |